# 오도창
오도창(吳道昌, 1960년 5월 2일~)은 대한민국의 정치인이다. 제49·50대 경상북도 영양군수이다. 2018년 선거에서 당선되었으며, 2022년 재선되었다.

## 학력
- 청일초등학교
- 영양중학교
- 영양고등학교
- 1994~2008 독학사 행정학 학사

## 경력
- 2003.10~2004.03: 경상북도청 농수산국 유통특작과
- 2004.03~2004.07: 경상북도 예천군 하리면 면장
- 2004.07~2005.06: 경상북도 예천군청 유통특작과장
- 2005.06~2006.05: 경상북도 예천군청 사회복지과장
- 2006.10~2008.10: 경상북도청 행정지원국 자치행정과
- 2008.10~2009.01: 경상북도청 경제과학진흥국 과학기술과
- 2009.01~2009.06: 지방행정연수원
- 2009.07~2012.01: 경상북도청 경제과학진흥국 미래전략산업과
- 2012.01~2013.01: 경상북도청 문화관광체육국 문화예술과
- 2014.01~2015.07: 경상북도청 창조경제산업실 신성장산업과장
- 2015.07~2017.09: 경상북도 영양군 부군수
- 2017.12: 자유한국당 중앙직능위원회 행정자치분과 부위원장
- 2018.07~: 제49·50대 민선 7·8기 경상북도 영양군수(재선)

## 역대 선거 결과
|  | 46.25% |

|  | 81.50% |

| 전임 권영택 | 제49·50대 경상북도 영양군수(민선) 2018년 7월 1일~ |  |